# Sandtorv

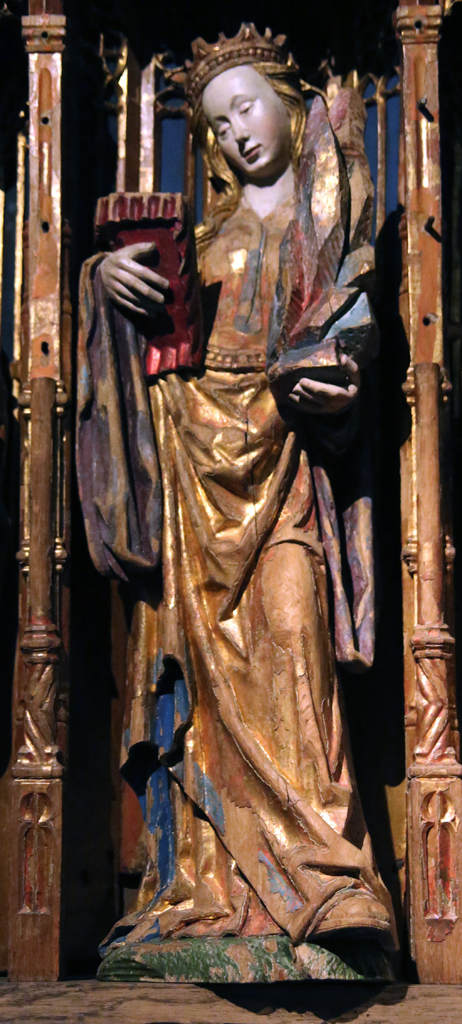
Saint Sunniva, statue originaire de l'église de Sandtorv

Sandtorv ou Sandtorr est une île norvégienne du comté de Hordaland appartenant administrativement à Austevoll.

## Description
Rocheuse et couverte d'arbres, elle s'étend sur environ 2,3 km de longueur pour une largeur approximative de 749 m.
Elle compte deux jetées, trente-cinq habitations, la plupart des résidences de vacances, une route la traversant d'est en ouest et des pistes.
L'île a possédé une église au XVIe siècle qui fut détruite vers 1650. Le musée de Bergen conserve une statue gothique provenant de cette église, en hommage à Saint Sunniva.